# Enric Casamitjana i Colominas
Enric Casamitjana i Colominas (Barcelona, 27 de gener de 1929 - Barcelona, 31 de maig de 2012) va ser un actor català. També va ser traductor i adaptador d'obres de teatre, així com doblador. Va estar casat amb la també actriu Elisenda Ribas i Sallent.

## Trajectòria professional

### Teatre
- 1962. ¡Con la secretaria, no!, original d'Antonio de Armenteras i Joan Cumellas. Estrenada al teatre Panam's de Barcelona.
- 1965. Història d'un mirall de Cecília A. Màntua. Estrenada al teatre Romea de Barcelona
- 1968. Dones, flors i pitança de Maria Aurèlia Capmany. Estrenada a la Cova del Drac de Barcelona.
- 1970. Viva el amor amb Cassen de protagonista. Estrenada al teatre Victòria de Barcelona.
- 1970. Pigmalió de Bernard Shaw, adaptació de Joan Oliver. Teatre Romea. Direcció d'Antoni Chic.
- 1970. Ja hi som tots!, original de Ramir Bascompte, amb la col·laboració de Sebastià Gasch i arranjaments musicals de Lleó Borrell. Teatre Romea de Barcelona.
- 1973. Macbett d'Eugène Ionesco. Estrenada al teatre Moratín de Barcelona.
- 1982. Bent, original de Martin Sherman. Representada al teatre Regina de Barcelona.
- 1996. West Side Story, original d'Arthur Laurents, Leonard Bernstein i Stephen Sondheim. Estrenada al teatre Tívoli de Barcelona

### Cinema
- 1969. Amor y medias. Director: Antoni Ribas.
- 1975. Los casados y la menor. Director: Joaquim Coll
- 1978. Los violadores del amanecer.
- 1979. Perros callajeros II: Busca y captura.
- 1989. Garum (Fantástica contradicción). Director: Tomás Muñoz.
- 1991. Ho sap el ministre?. Director: Josep Maria Forn
- 1997. El crimen del cine Oriente. Director: Pedro Costa.

### Adaptador
- 1967. Un cop per setmana, original de Rafael Richart. Estrenada al teatre Romea de Barcelona.